# Ludo (Azuay)
Ludo ist eine Ortschaft und eine Parroquia rural („ländliches Kirchspiel“) im Kanton Sígsig der ecuadorianischen Provinz Azuay. Die Parroquia besitzt eine Fläche von 77,56 km². Die Einwohnerzahl lag im Jahr 2010 bei 3366. Die Parroquia wurde am 6. März 1863 gegründet.

## Lage
Die Parroquia Ludo wird vom Río Pamar, ein linker Nebenfluss des Río Santa Bárbara in nordnordöstlicher Richtung durchflossen. Der Ort Ludo befindet sich auf einer Höhe von 2650 m 11,5 km westsüdwestlich des Kantonshauptortes Sígsig.
Die Parroquia Ludo grenzt im Nordosten an die Parroquias San Bartolomé und Sígsig, im Osten an die Parroquia Cuchil, im äußersten Süden an die Parroquia Jima, im Südwesten an die Parroquia San José de Raranga sowie im Nordwesten an die Parroquia Quingeo (Kanton Cuenca).